# 中国工农红军第三军
中国工农红军第三军，通称红三军，是中国工农红军红一方面军主力部队之一。
红三军前身是红一军团中的红六军，1930年7月，按照中共中央军委的统一命令，整编为红三军，军长黄公略（牺牲后徐彦刚代）、政治委员陈毅（后蔡会文代）、参谋长周子昆。全军下辖三个纵队：第一纵队纵队长柯武东；第二纵队纵队长罗炳辉、政治委员王如痴；第三纵队，纵队长徐彦刚、政治委员刘作述。后三个纵队分别改为七、八、九师：第七师师长陈伯钧、政治委员李涛；第八师师长刘畴西、政治委员王如痴；第九师师长徐彦刚、政治委员朱良才。
1932年3月12日，红三军与红十三军编为红五军团，不久又归建红一军团。1933年6月，中央红军取消军级建制，红三军番号随之撤销。
另：红二军团在1931年至1934年间也采用红三军番号，具体请参见其条目。